# Daliso e Delmita
Daliso e Delmita ist eine „Azione pastorale“ in zwei Akten von Antonio Salieri auf einen Text von Giovanni De Gamerra. Die Uraufführung fand am 29. Juli 1776 im Wiener Burgtheater statt.
Salieris an der Opera seria angelehnte Azione pastorale wurde bei der Premiere eher verhalten aufgenommen. Zeitgenössischen Berichten zufolge haben zahlreiche Pannen während der Erstaufführung dem heroischen Stück einen eher komischen Charakter gegeben. Dennoch vermerkt das Wienerische Diarium, dass die Komposition bei der Uraufführung „eines allgemeinen Beyfalls gewürdigt“ wurde. Im Juli/August 1777 kam es zu einer weiteren Aufführungsserie des Werkes. Salieri scheint diese Oper durchaus geschätzt zu haben: Um 1780 regte er eine Übersetzung der Oper ins Deutsche an, um sie von der Truppe des Deutschen National-Singspiels in Wien aufführen zu lassen. 
Interessant ist vor allem der starke Einfluss von Christoph Willibald Glucks Wiener Reform-Opern, der sich in ähnlicher Instrumentation und dramaturgischer Gestaltung manifestiert. Die Ouvertüre lehnt Salieri ganz bewusst an jene von Glucks Paride ed Elena (1770) an, die Salieri sicher gekannt hat. Eine pantomimisch durchgeführte Kampfszene (Lotta a-Moll) erinnert klanglich an Sequenzen aus Glucks Ballettpantomimen.
Wenige Jahre später (1782) schrieb Giuseppe Gherardeschi eine Oper Daliso e Delmita.
Die Ouvertüre wurde vom Mannheimer Mozartorchester unter der Leitung von Thomas Fey auf CD eingespielt und 2008 veröffentlicht.